# Storena major
Storena major är en spindelart som först beskrevs av Eugen von Keyserling 1891.  Storena major ingår i släktet Storena och familjen Zodariidae. Inga underarter finns listade i Catalogue of Life.